# Szymalów
Szymalów – osada w Polsce, w województwie zachodniopomorskim, w powiecie drawskim, w gminie Złocieniec.
Do 2023 miejscowość była częścią kolonii Męcidół.
W latach 1975–1998 miejscowość administracyjnie należała do województwa koszalińskiego. 
Część kolonii wchodzi w skład sołectwa Warniłęg.

## Geografia
Część kolonii leży ok. 2 km na południowy zachód od Męcidoła, ok. 3 km na południe od Warniłęga, na wąskim półwyspie wrzynającym się w zachodnią część jeziora Drawsko.